# Laosz hívójelkörzetei
Laosz jelenleg (2024) nincs felosztva hívójelkörzetekre.
Laosz számára az ITU a XW hívójelprefixet határozta meg.
| Prefix | Körzet | Hely/jelleg | ITU zóna | CQ zóna | 1 szintű QTH lokátor |
| ------ | ------ | ----------- | -------- | ------- | -------------------- |
| XW     | [0..9] | Laosz       | 49       | 26      | OL, OK               |